# Балары
Балары (лат. Balari) — народ, населявший в нурагический период центральную (горную) часть Сардинии. Обитал на территории современной местности Логудоро. С юга его окружали иолаи (примерно по линии, соответствующей течению реки Тирсо), а на северо-востоке корсы. 
Балары прибыли на Сардинию около 2000 г. до н. э., вероятно, с Иберийского полуострова и/или Центральной Франции (возможно, с ними связано название Балеарских островов неясной этимологии). Гай Саллюстий Крисп считал их выходцами из Палланции. Миф о Нораксе, сыне Гермеса и Эритеиды, авантюристе родом из Иберии, вероятно, связан с прибытием баларов на Сардинию.
Плиний Старший, Страбон и Тит Ливий упоминают их как один из важнейших народов Сардинии (наряду с корсами и иолаями). По-видимому, они обитали в пещерах в горных и плодородных районах и совершали набеги в прибрежные области. Павсаний считает, что изначально они были торговцами из Африки и Иберии, служившими Карфагену, а их название означает «беженцы».